# Batalha do Reservatório de Chosin
A Batalha do Reservatório de Chosin, também conhecida como Campanha do Reservatório de Chosin ou a Campanha do lago Changjin (chinês simplificado: 长津湖战役, pinyin: Cháng Jīn Hū Zhàn Yì), foi uma batalha decisiva na Guerra da Coreia. Depois que a República Popular da China entrou no confilto, o 9º Exército das Forças Armadas da China invadiu o nordeste da Coreia do Norte e lançou um ataque surpresa contra o X Corpo do Exército dos Estados Unidos na área da albufeira de Chosin. Uma batalha sangrenta de 17 dias sob frio intenso se seguiu. Entre 27 de novembro e 13 de dezembro de 1950, cerca de 30 000 soldados da ONU, sob comando do Major-General Edward Almond, foram cercados por 60 000 soldados chineses sob comando do General Song Shi-Lun. Apesar do Exército Chinês ter conseguido cercar e conter as forças da ONU, estes últimos conseguiram quebrar o cerco e fugir infligindo muitas baixas aos chineses. A evacuação do X Corpo do Exército Americano do porto de Hungnam marcou o início da retirada completa das tropas da ONU no território norte-coreano.

## Fotos da batalha

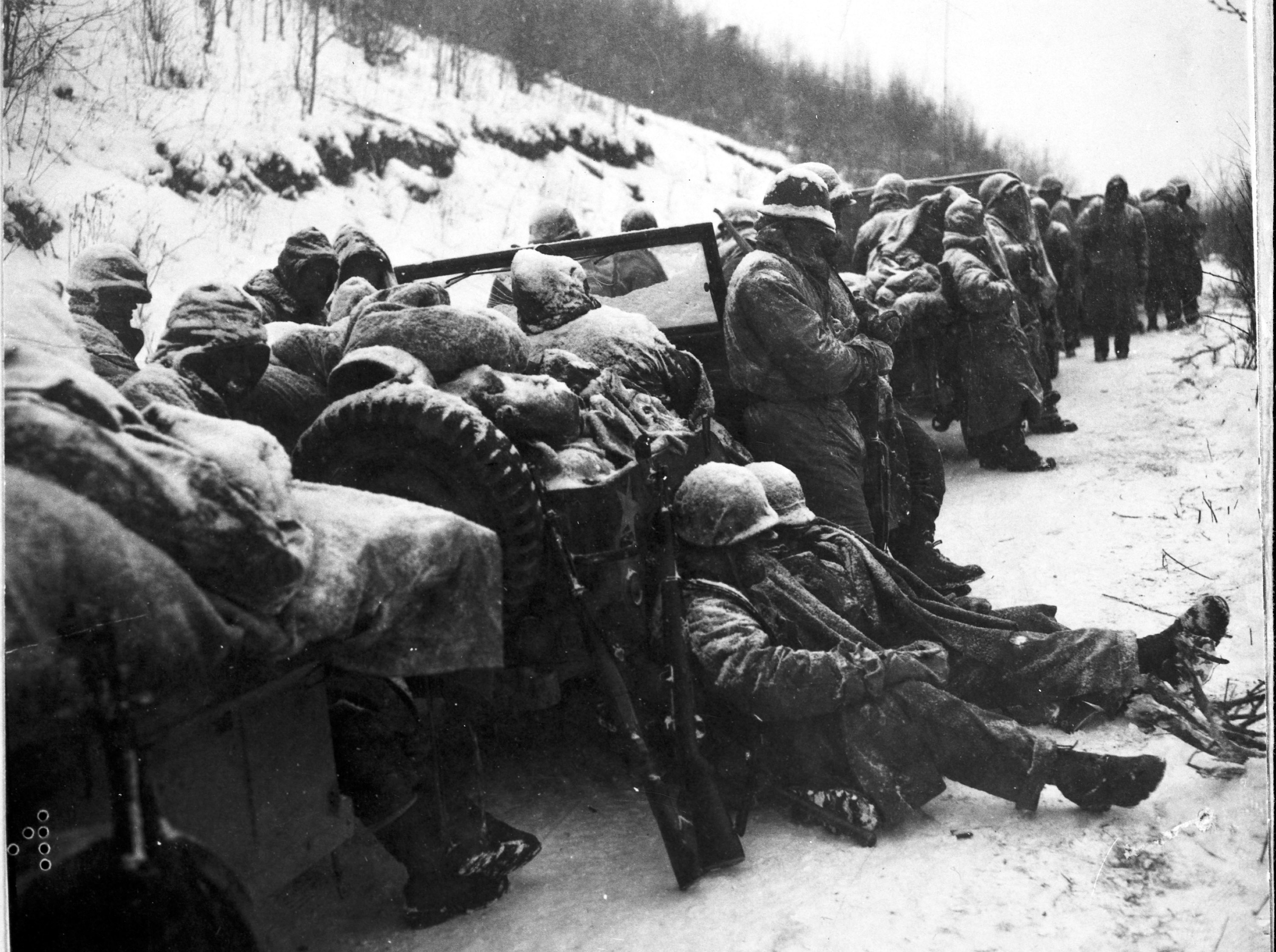
Soldados americanos lutando contra tropas chinesas durante a batalha.
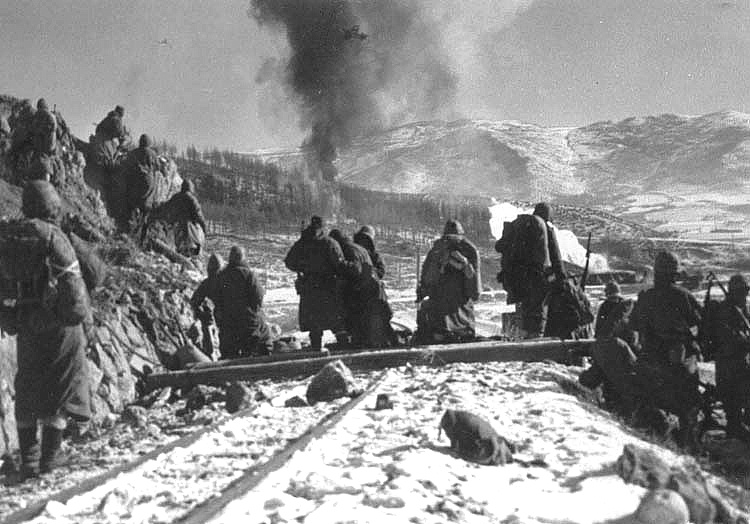
Marines americanos no perímetro de Hagaru observam enquanto aviões Corsair lançam bombas de napalm contra as linhas chinesas.
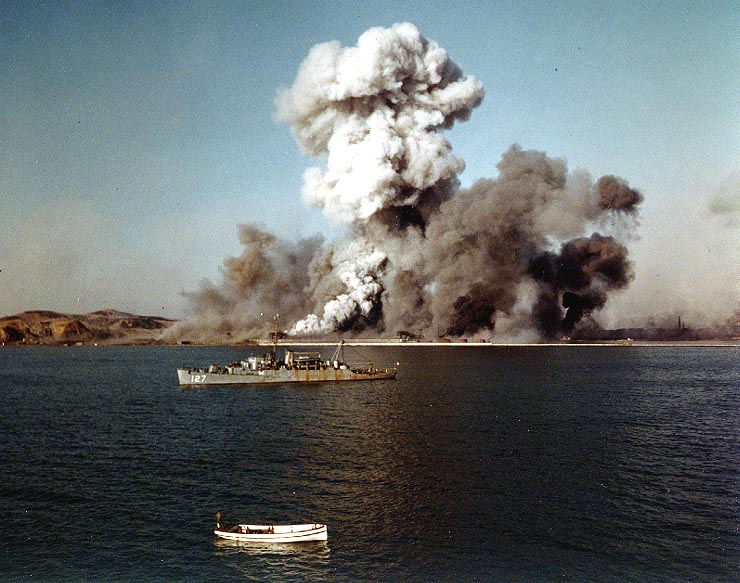
O USS Begor observa o porto de Hungnam sendo destruído.
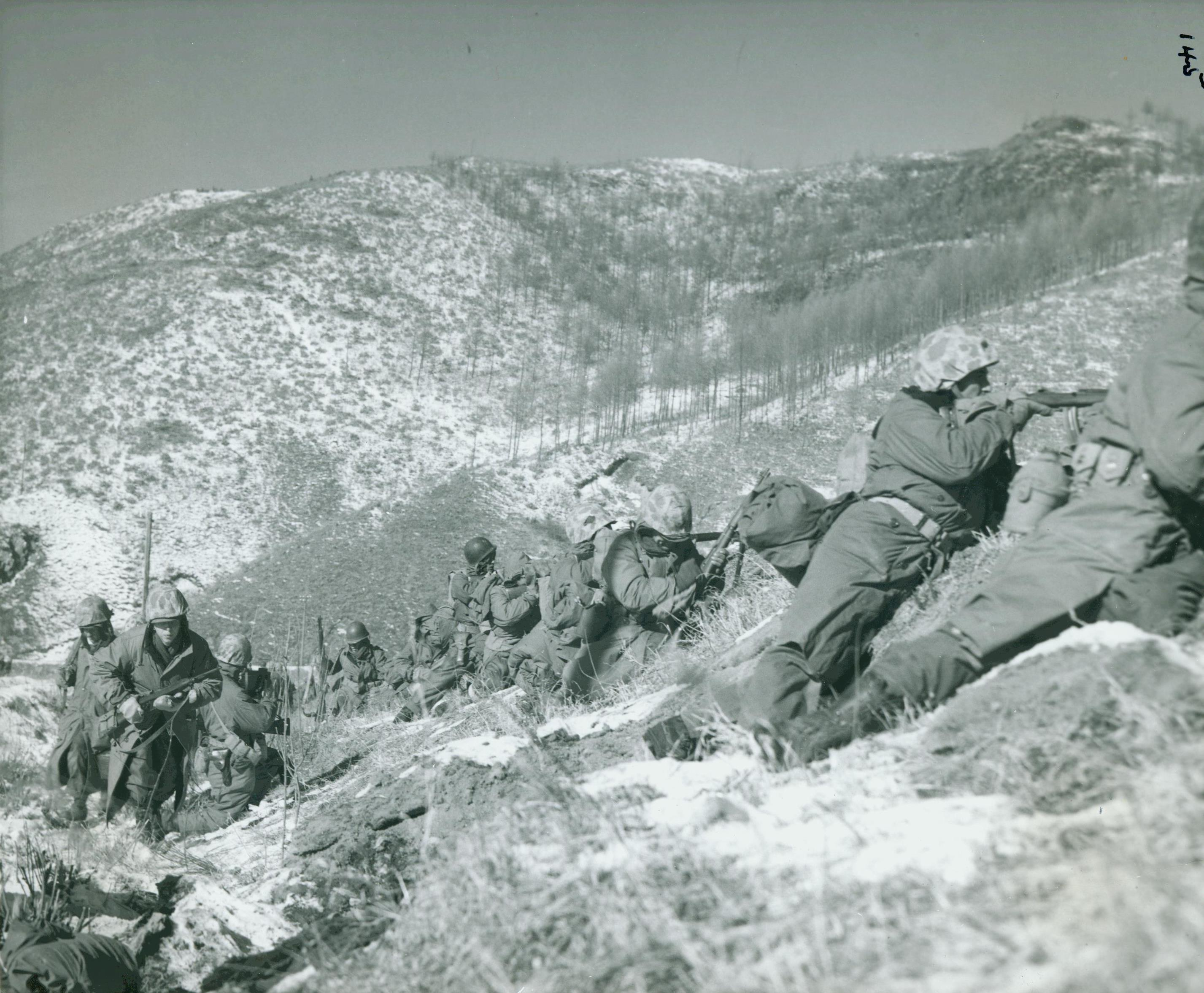
Fuzileiros americanos em combate no condado de Chosin Reservoir.
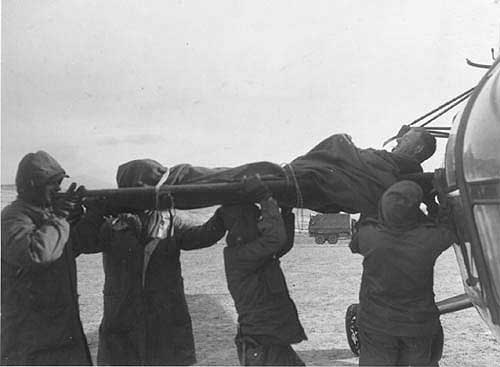
Um fuzilerios naval americano ferido sendo transportado por helicóptero para longe do combate.